# История Сан-Диего
История Сан-Диего — второго по величине города штата Калифорния (США).

## Доколониальный и колониальный период

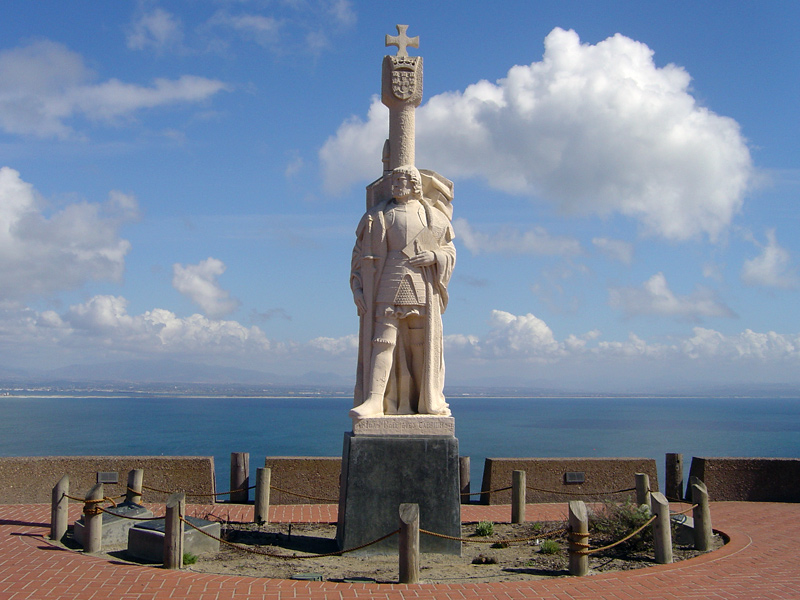
Памятник в Сан-Диего на месте высадки Кабрилью

До прихода европейцев на этих землях проживали разные племена индейцев, среди которых луисеньо, купеньо, кахила и кумеяай. Первым европейцем в этих местах стал португалец на испанской службе Жуан Родригеш Кабрилью, который в 1542 году зашёл в залив Сан-Диего.
Шестьдесят лет спустя, в 1602 году, сюда на корабле «San Diego» прибыл Себастьян Вискаино, обследовавший и картографировавший побережье. Отслужив на побережье службу в честь святого покровителя своего корабля, он назвал залив его именем.
Однако европейская колонизация началась лишь спустя ещё 167 лет. 14 мая 1769 года экспедиция Портолы основала форт (El Presidio Reál de San Diego) на месте нынешнего парка Пресидио, который стал базой для испанской колонизации этих земель. 16 июля того же года францисканец Хуниперо Серра основал здесь католическую миссию (Mission Basilica San Diego de Alcalá). В 1774 году миссия была перенесена на несколько километров от форта, чтобы увести крещённых индейцев подальше от дислоцированных в форте военных, нехватки обрабатываемой земли и частыми затоплениями реки Сан Диего. К 1797 году миссия стала крупнейшей в Калифорнии — здесь проживало 1400 человек (в основном крещённых индейцев).

## В составе Мексики
В связи с низкой плотностью населения, после образования в 1821 году независимой Мексики Верхняя Калифорния стала территорией, а не штатом. В 1833 году в Мексике был принят закон о секуляризации, и миссия Сан-Диего перешла государству. В 1834 году 432 обитателя бывшей миссии подали губернатору петицию с просьбой о разрешении сформировать структуру городского самоуправления (pueblo), и разрешение было дано; первым городским головой стал отставной капрал Хуан Мария Осуна.
Первоначально город размещался у подножия холма, на котором стоял форт. Место было не очень удобным, так как находилось далеко от глубоководной гавани, и грузы от пристани до города приходилось возить за несколько километров. В связи со снижением численности населения в 1838 году поселение потеряло статус pueblo (в нём осталось всего 100—150 жителей) и стало считаться пригородом Лос-Анджелеса.

## В составе США
В 1848 году после американо-мексиканской войны территория Калифорнии перешла Соединённым Штатам; в это время Сан-Диего был всего лишь небольшой деревушкой. В 1850 году Калифорния стала штатом в составе США и была разделена на округа. Одним из округов нового штата стал округ Сан-Диего. Власти округа разместились в Сан-Диего, которому по этому случаю вновь дали статус города (city).
Тем не менее это был лишь аванс: согласно переписи 1850 года, в Сан-Диего было всего лишь 650 жителей. Новообразованный город быстро оказался финансово несостоятельным, и в 1852 году власти штата, объявив Сан-Диего банкротом, отозвали городскую хартию и назначили комитет из трёх человек для управления населённым пунктом.
Несмотря на то, что во время золотой лихорадки через Сан-Диего проследовало порядка 10 тысяч человек, оставались здесь немногие: по переписи 1860 года в Сан-Диего постоянно проживал лишь 731 человек.
Дважды (1962, 1968) город был награждён премией All-America City Award (с англ. — «Всеамериканский город») присуждаемой Национальной гражданской лигой, которую неофициально называют «Нобелевской премией за конструктивное гражданство» и которая выдается за активную гражданскую позицию жителей некорпоративных сообществ Соединённых Штатов в жизни местного самоуправления. 
В 1867 году в Сан-Диего переехал из Сан-Франциско Алонсо Хортон. Он заявил, что для развития город должен размещаться ближе к воде, и приобрёл 900 акров на месте современного центра города. Несмотря на сопротивление некоторых обитателей изначального поселения (ставшего известным как «Старый город»), предприниматели и жители начали заселять «Новый город». В 1871 году органы власти также переехали в новое здание в Новом городе, и к 1880-м годам Новый город полностью затмил Старый.
В 1878 году было предсказано, что Сан-Диего может затмить Сан-Франциско в качестве торгового порта. Чтобы предотвратить это, менеджер «Central Pacific Railroad» Чарлз Крокер решил не строить железнодорожную ветку на Сан-Диего, боясь, что это отнимет торговлю у Сан-Франциско. Тем не менее в 1885 году до Сан-Диего дошла трансконтинентальная железная дорога, и в 1887 году он вновь получил статус города, ему было возвращено самоуправление.

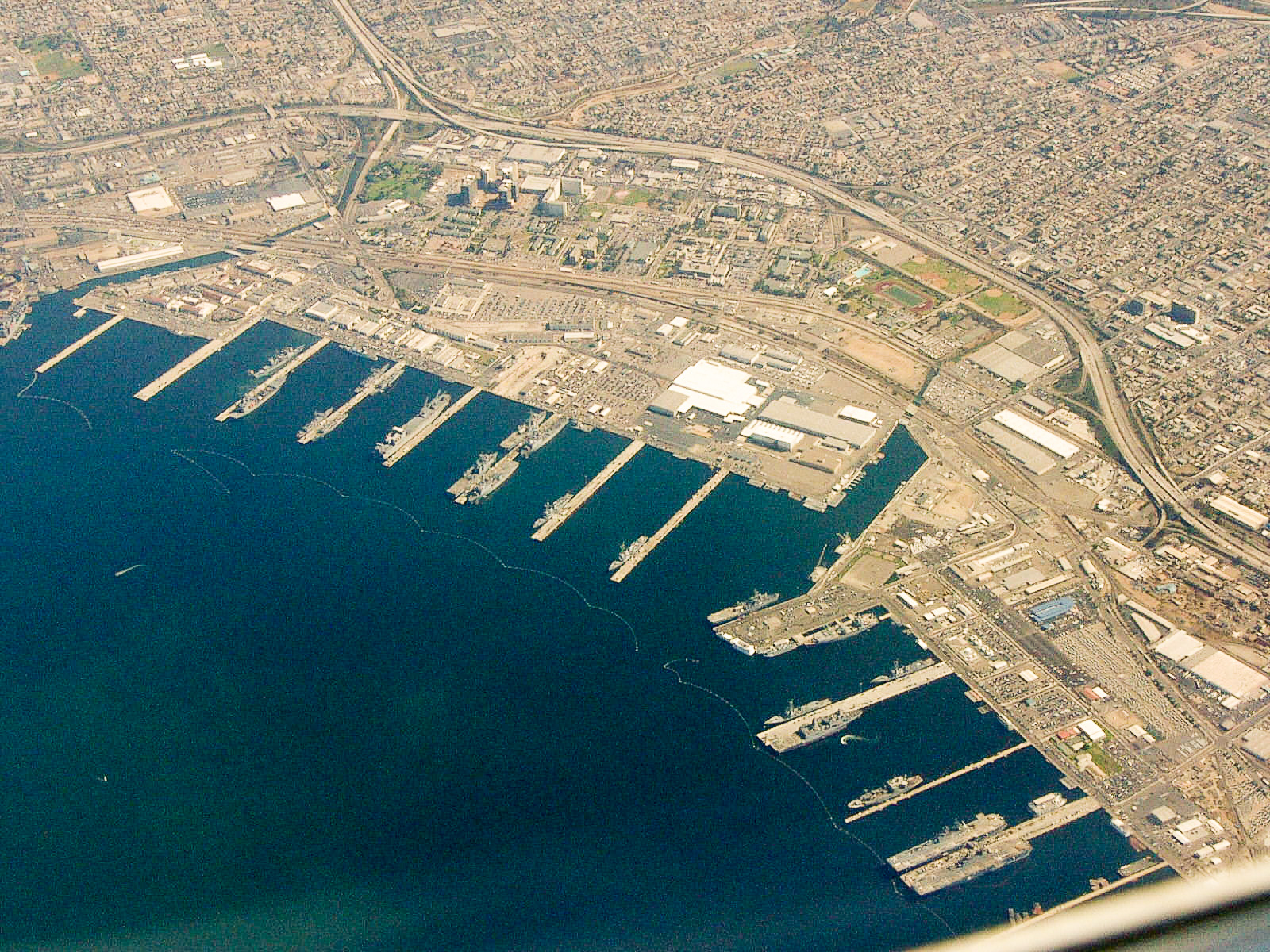
Военно-морская база Сан-Диего

Железная дорога вызвала резкий рост населения: согласно переписи 1890 года, в Сан-Диего проживало уже 16 159 человек. Испано-американская война дала Соединённым Штатам обширные владения на Тихом океане, что привело к необходимости военного строительства на Тихоокеанском побережье. Стратегическое положение Сан-Диего могло сделать его «Гибралтаром Тихого океана», и поэтому началось лоббирование развития в этих местах военно-морской инфраструктуры. Первая мировая война привела к бурному росту флота США, и в 1920-х годах в Сан-Диего было построено семь военно-морских баз различного плана. Ориентированность на военно-промышленный комплекс определила развитие города в следующие несколько десятилетий.
В 1915 году город стал центром Всемирной выставки. В 1915—1917 годах Сан-Диего стал также местом проведения Панамо-Калифорнийской выставки, посвящённой вводу в строй Панамского канала. В 1910 году в Сан-Диего проживало всего лишь 37 578 человек — таким образом, он стал городом с наименьшим населением, когда-либо принимавшим международные выставки.
С 1910-х по 1970-е годы Сан-Диего был главным центром добычи тунца в США: именно здесь базировался соответствующий рыболовный флот, и именно здесь были построены перерабатывающие предприятия. В 1980 году Мексика конфисковала большинство судов и объявила об установлении исключительной экономической зоны; после этого индустрия переработки тунца также переместилась в Мексику.
В 1930—1940-х годах Сан-Диего развивался благодаря ВМФ и ВВС. В начале 1950-х крупнейшим работодателем в Сан-Диего была корпорация «Convair», в которой работало 32 тысячи человек. В 1960-х годах был открыт Калифорнийский университет в Сан-Диего, в 1970-х — Университет штата в Сан-Диего и Университет Сан-Диего.

### XIX век
- General Description of San Diego County, Hand-book and Directory of San Luis Obispo, Santa Barbara, Ventura, Kern, San Bernardino, Los Angeles & San Diego Counties, San Francisco: L.L. Paulson, 1875
- San Diego City, Place's Southern California Guide Book, Los Angeles: G.E. Place & Co., 1886
- Maxwell's Directory of San Diego City and County, Geo. W. Maxwell, 1887
- San Diego City and County Directory, Olmstead Company, 1895
  - 1899

### XX век
- San Diego City and County Directory, San Diego Directory Co., 1901
  - 1909, 1916, 1923, 1925
- San Diego . Encyclopædia Britannica. Vol. 24 (11th ed.). 1911. p. 140.
- Clarence Alan McGrew (1922), City of San Diego and San Diego County, Chicago: American Historical Society, OL 13492998M
- Federal Writers' Project (1937), San Diego: A California City, American Guide Series, San Diego Historical Society, hdl:2027/mdp.39015066092878
- Robert Mayer (1978), Howard B. Furer (ed.), San Diego: a chronological & documentary history, 1535–1976, American Cities Chronology Series, Dobbs Ferry, N.Y.: Oceana Publications, ISBN 0379006138
- Ory Mazar Nergal, ed. (1980), San Diego, CA, Encyclopedia of American Cities, New York: E.P. Dutton, OL 4120668M
- Robert W. Duemling (1981), San Diego and Tijuana: conflict and cooperation between two border communities; a case study, Executive Seminar in National and International Affairs, Rosslyn, Va.: U.S. Department of State, Foreign Service Institute
- Gregg R. Hennessey (1993). San Diego, the U.S. Navy, and Urban Development: West Coast City Building, 1912–1929. California History. 72 (2): 128–149. doi:10.2307/25177342. JSTOR 25177342.
- Abraham Shragge (1994). 'A New Federal City': San Diego during World War II. Pacific Historical Review. 63 (3): 333–361. doi:10.2307/3640970. JSTOR 3640970.
- San Diego, California, Let's Go, New York: St. Martin's Press, 1998, OL 10387102M

### XXI век
- Glen Sparrow (2001). San Diego-Tijuana: Not quite a binational city or region. GeoJournal. 54 (1): 73–83. doi:10.1023/A:1021144816403. JSTOR 41147639. S2CID 153015715.
- Laura A. Schiesl (2001). Problems in Paradise: Citizen Activism and Rapid Growth in San Diego, 1970–1990. Southern California Quarterly. 83 (2): 181–220. doi:10.2307/41172070. JSTOR 41172070.
- Albert S. Broussard (2006). Percy H. Steele, Jr., and the Urban League: Race Relations and the Struggle for Civil Rights in Post-World War II San Diego. California History. 83 (4): 7–23. doi:10.2307/25161838. JSTOR 25161838.